# ATS–4
ATS–4 amerikai alkalmazás-technológiai műhold.

## Küldetés
Kísérleti műhold, mikrogravitációs körülmények között tesztelték a teljes űreszköz indító és beépített (kommunikációs, meteorológiai (felhőkép készítő kamera), navigáció és a működést biztosító kiegészítő) eszközeit, valamint a földi megfigyelési rendszerek üzemképességét.

## Jellemzői
Tervezte, építette és üzemeltette a NASA.
Megnevezései: ATS–4 (Applications Technology Satellite); ATS–D; COSPAR: 1968-068A. Kódszáma: 3344.
1968. augusztus 10-én Floridából, a Kennedy Űrközpontból (KSC), a LC–36A (LC–Launch Complex) jelű indítóállványról egy Atlas–Centaur D-1A (SLV-3C) hordozórakétával állították közepes magasságú Föld körüli pályára. Az orbitális pályája 93,62 perces, 29,04 fokos hajlásszögű, a geocentrikus pálya perigeuma 219 kilométer, az apogeuma 769 km volt.
Technikai okok miatt a hordozórakéta második fokozata nem indult be, így nem tudott pályamagasságba emelkedni. A műhold a rakétatestben maradt. Hengeres felépítésű, átmérője 142, magassága 183 centiméter. Tömege 391 kilogramm. Az űreszközre kettő napelemet építettek, éjszakai (földárnyék) energia ellátását nikkel-kadmium akkumulátorok biztosították. Pályakorrekciók végzésére cézium üzemanyagú ion motor állt rendelkezésre. Földi körülmények között az 5 centiméteres ionmotorok 20 wattos tolóerőt biztosítottak 6700 másodperc időtartamban. A cézium motorokat 2245 órás tesztnek vetették alá. Az elért pályamagasságban tesztelték a két motort, 55 napos időtartam alatt 10 órát üzemeltek.
1968. október 17-én 67 nap után belépett a légkörbe és megsemmisült.